# 長興寺 (塩尻市)
長興寺（ちょうこうじ）は、長野県塩尻市にある曹洞宗の寺院。山号は青松山。本尊は釈迦如来。信州七福神の毘沙門天札所。

## 歴史
大永7年（1527年）に洗馬荘地頭の三村忠親によって、信濃三村氏の菩提寺として創建された。永禄4年（1561年）武田信玄が制札を掲げ、寺中門前での乱暴狼藉を禁じた。また越前国の心月寺の末寺となり、總持寺の應總藝禅師が諸弟子を伴い、数多の経巻仏典を捧持して入った。元亀元年（1570年）に信玄が、天正3年（1575年）に武田勝頼がそれぞれ寺領を安堵した。
江戸時代には慶安2年（1649年）に徳川家光が寺領15石を寄進して以来、歴代徳川将軍家の朱印状を受け、学問寺として栄えたが、1908年（明治41年）に火災により本堂を除き全てを焼失した。大正時代に再興され、現在も寄進状など古文書が多く残る。

## 境内

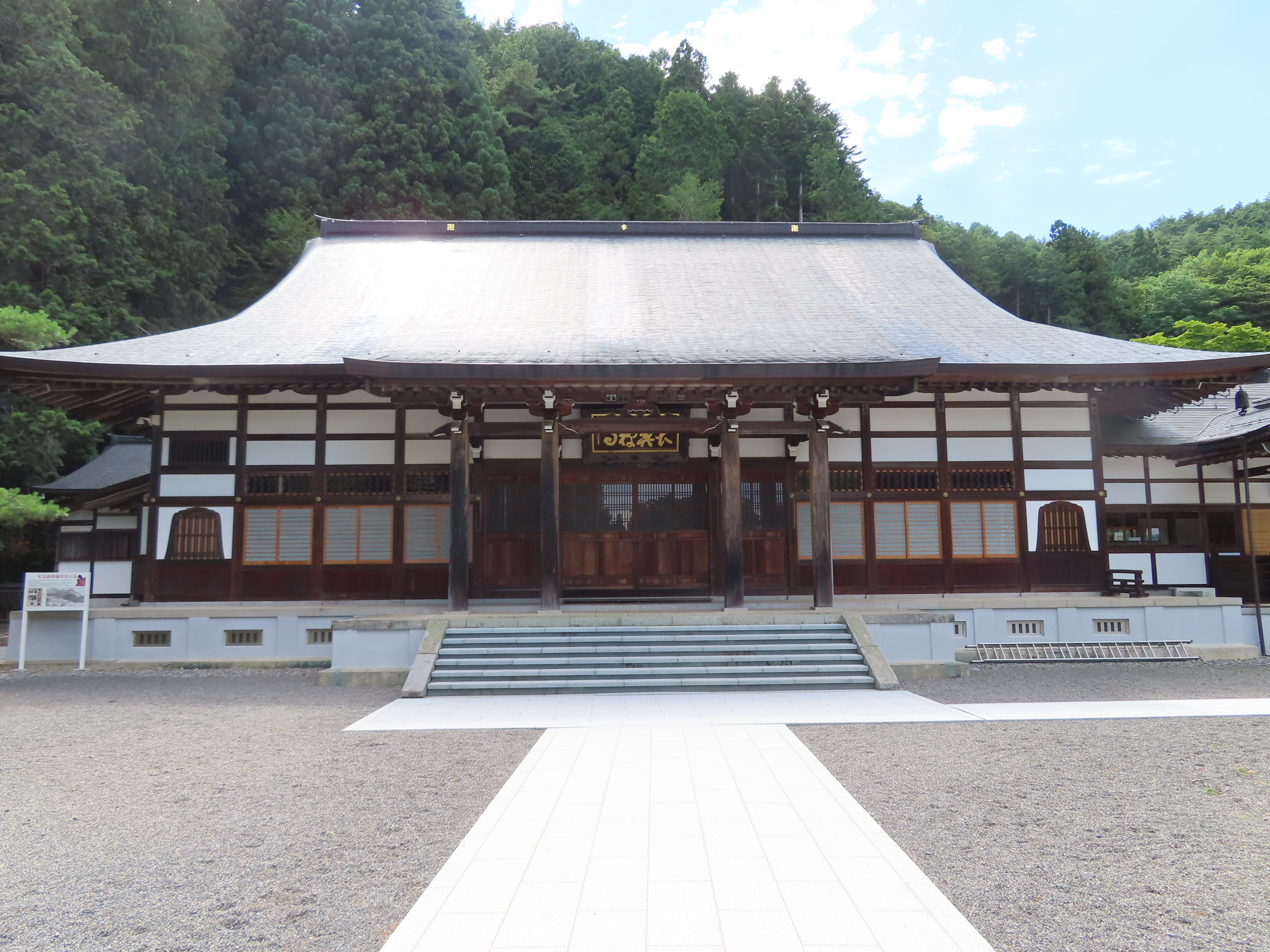
本堂
- 山門 － 1828年（文政11年）の建立
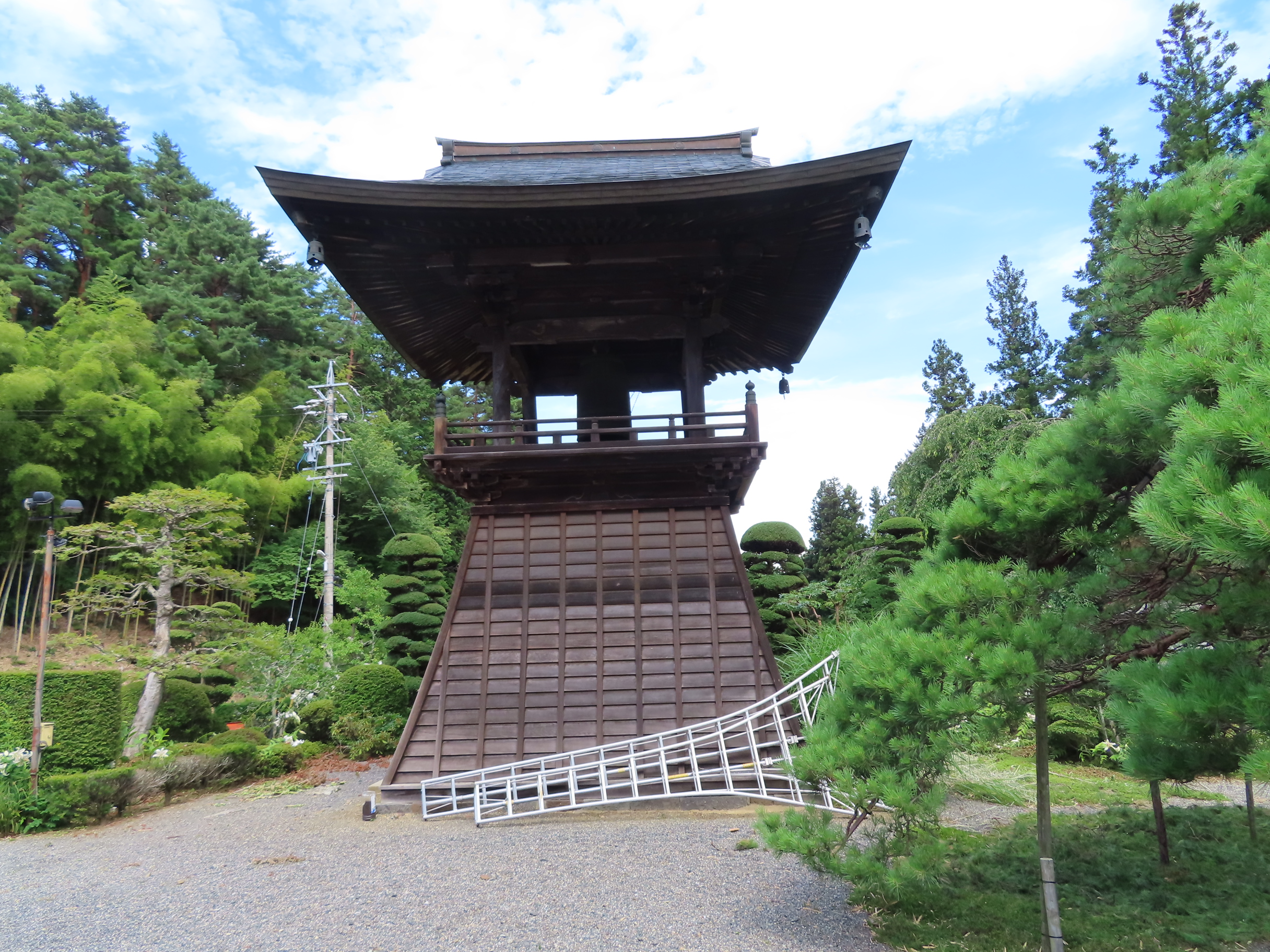
鐘楼
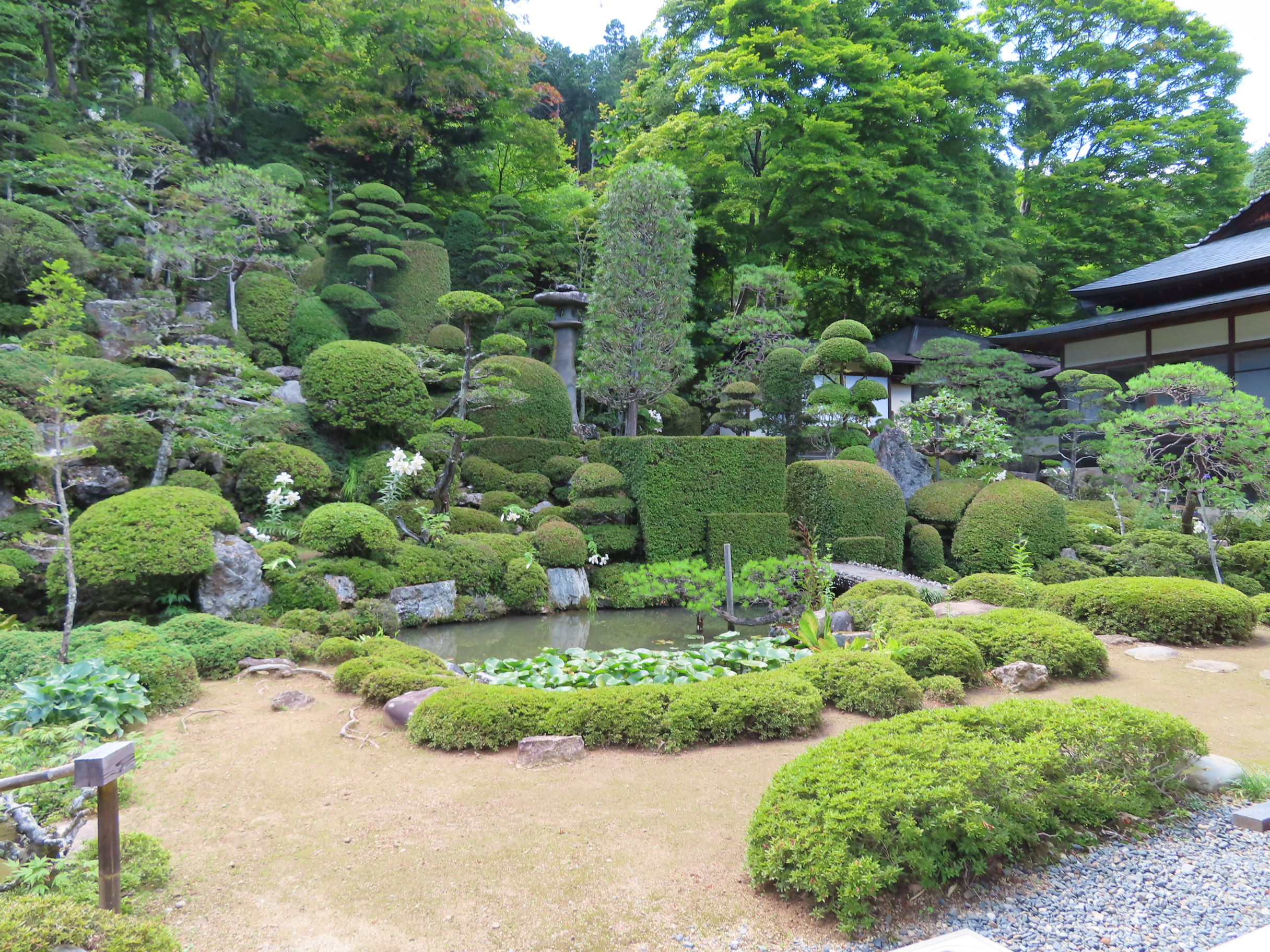
庭園（市指定名勝）

- 本堂
- 鐘楼
- 庭園

## 交通アクセス
- JR中央本線洗馬駅から塩尻市地域振興バス洗馬線「長興寺前」下車すぐ。
- JR中央本線塩尻駅から車で約10分。

## 寺院周辺
- 沓沢湖
- 釜井庵 － 菅江真澄が滞在した。本洗馬歴史の里資料館内。
- 東漸寺